# Stazione di Tokuyama
La stazione di Tokuyama (徳山駅?, Tokuyama-eki) è una stazione ferroviaria della città di Shūnan, nella prefettura di Yamaguchi. È gestita da JR West ed è percorsa dal treno ad alta velocità Sanyō Shinkansen e dalle linee Sanyō e Gantoku.

## Linee e servizi ferroviari
JR West
 Sanyō Shinkansen
■ Linea principale Sanyō
■ Linea Gantoku (servizio ferroviario)

## Struttura
La stazione è divisa in due parti, una in superficie per le linee regionali, e una su viadotto per l'alta velocità Shinkansen.
La parte delle linee regionali consta di due marciapiedi a isola con 4 binari totali, dei quali il numero 2 è utilizzato per le fermate dei treni merci in attesa. L'area Shinkansen dispone di due marciapiedi laterali da 410 metri (possono accogliere treni da 16 carrozze) con due binari in deviata, all'interno dei quali sono presenti i due binari di corretto tracciato per i treni in corsa, che comunque devono rallentare ai 170 km/h in quanto la stazione è in curva.
Linee regionali
| 1 | ■ Linea principale Sanyō | per Hikari, Yanai e Iwakuni              |
| 3 | ■ Linea Gantoku          | per Suō-Hanaoka, Takamizu e Suō-Takamori |
| 3 | ■ Linea principale Sanyō | per Hōfu e Shin-Yamaguchi                |
| 4 | ■ Linea principale Sanyō | per Hōfu e Shin-Yamaguchi                |

Linee Shinkansen
| 6 | Sanyō Shinkansen | per Hiroshima, Okayama, Shin-Ōsaka, Kyoto, Nagoya e Tokyo |
| 7 | Sanyō Shinkansen | per Kokura, Hakata, Kumamoto e Kagoshima-Chūō             |

## Stazioni adiacenti
| «                      | Servizio         | »                |
| Sanyō Shinkansen       | Sanyō Shinkansen | Sanyō Shinkansen |
| ---------------------- | ---------------- | ---------------- |
| Shin-Iwakuni           | Locale           | Shin-Yamaguchi   |
| Linea principale Sanyō |                  |                  |
| Kushigahama            | Locale           | Shinnan-yō       |
| Linea Gantoku          |                  |                  |
| Kushigahama            | Locale           | Capolinea        |